# Дзіковський Василь
Васи́ль Дзіко́вський (1893, с. Дахнів, Любачівський повіт, Польща — листопад 1918, Львів) — український військовик, підхорунжий УСС.

## Життєпис
Василь Дзіковський народився 1893 року в селі Дахнів на Любачівщині (нині Підкарпатське воєводство, Польща). Навчався в гімназії в Перемишлі, де був членом драгоманівського товариства, та у Львівському університеті на філософському факультеті.
Із серпня 1914 року — в Леґіоні УСС.

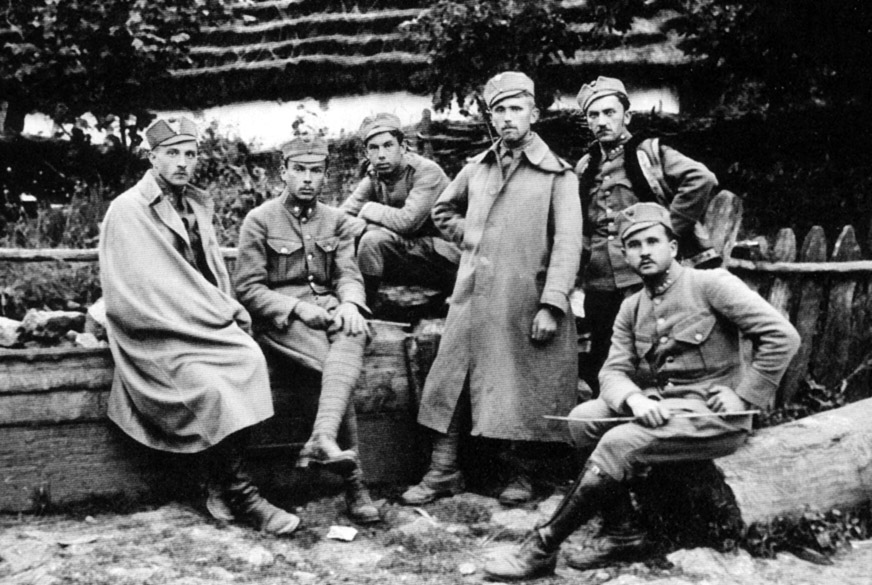
Гурток Пресової Кватири у полку УСС, липень 1916 р. Зліва направо: Роман Купчинський, Іван Іванець, Василь Оробець, Василь Дзіковський, Лев Лепкий, Теофіл Мойсейович

У складі сотні сотника Василя Дідушка брав участь у всіх боях від Карпат і до р.  Стрипи. У вересні 1917 року отримав поранення в бою над Збручем.
Як член Пресової кватири УСС відзначився у жанрі літописної хроніки життя та боротьби стрілецтва; автор багатьох статей, спогадів; воєнний дописувач Бойової управи. Так описував героїчний наступ сотні А. Мельника на Лисоні: 
| «Під градом шрапнелевих куль клалися стрільці як скошені квіти; хто не впав, ішов далі витривало» |.
У 1918 відряджений від УСС до Січових стрільців у  Києві.
Загинув під час вуличних боїв з поляками у Львові у листопаді 1918 року.